# Juba (grad)
Juba (čit. [Džuba]; arap.  جوبا) je glavni grad Južnoga Sudana.
Grad je udaljen 1200 kilometara od Khartouma, leži na zapadnim obalama Bijeloga Nila (Bar al Jabal), ima oko pola milijuna stanovnika (po procjeni) i trgovačko je središte zemlje.

## Povijest
Pored današnje Jube, postojala je misija u 19. stoljeću - Gondokor. To je bio najužniji osmanski garnizon u Sudanu, oko kojeg se razvilo trgovište i naselje istraživača i misonara koji su od tamo išli u istraživanje dubokih prašuma Mračne Afrike.
Prve čvrste kuće u Jubi na zapadnoj obali Bijelog Nila, izgradili su 1922., malobrojni grčki trgovci, kojih je inače bilo dosta po čitavom osmanskom Sudanu. Grci su imali odlične odnose s lokalnim plemenom Bari, i razvili živu trgovačku aktivnost s njima, sve do ranih 1940-ih oni su bili praktički jedini nosioci poslovnih aktivnosti.
Od 1899. do 1956., Juba je bila u sastavu britanske kolonije Sudan, kojom su formalno zajednički upravljali egipatski paša i britanska vlada. Britanski i ostali  europski misionari radili su na  evangelizaciji sudanskog juga, i zemalja južno od Sudana ( Uganda,  Kenija,  Burundi) - koji su za razliku od  islamskog sjevera bili još većinom paganski. Britanci su upravljali Sudanom, - kao s dvije različite zemlje, Južni Sudan su čak više vezali uz Ugandu. Zbog tog su  1947. organizirali konferenciju u Jubi, sa sudanskim plemenskim i vjerskim vođama - koja je trebala poraditi na čvršćem ujedinjenju Sudana (kršćanskog i animističkog Juga i islamskog Sjevera). 1952. posvećena je katolička katedrala sv. Terezije.
Konferencija baš nije uspjela jer se 1955. pobunio garnizon u obližnjem južnom gradu Toritu, što je izazvalo Prvi sudanski građanski rat, koji je trajao do kraja 1972. Za vrijeme Drugog sudanskog građanskog rata (1983. – 2005.), Juba se našla u središtu mnogih bitaka.
Od prekida sukoba 2005. Juba je postala privremeno sjedište poluautonomne vlade Južnog Sudana. Od kad su prestali oružani sukobi, Ujedinjeni narodi  povećali su svoju prisutnost u Jubi, prije tog su brojne humanitarne operacije po Južnom Sudanu vodili iz Kenije. Pored međunarodnog aerodroma u Jubi (IATA kod: JUB, ICAO kod: HSSJ) Misija Ujedinjenih naroda u Sudanu ima veliku bazu.

## Promet
Juba je najužnija riječna luka na Bijelom Nilu, prije građanskih ratova ta luka bila je prometno čvorište preko kojeg su cestama bili povezani Kenija, Uganda i Demokratska Republika Kongo. Zbog dugotrajnih ratova, to danas više nije, jer su mnoge ceste - uništene ili minirane. Radove na razminiranju i popravku puteva pomaže međunarodna zajednica. 
Zračna luka u Jubi je vrlo prometna, osobito nakon dolaska Ujedinjenih naroda, iz njega postoje 3 leta dnevno za Nairobi, i po jedan let dnevo za Kartum i Entebbe, a jednom tjedno za Adis Abebu.
Vlada Ugande i Privremena južno sudanska vlada, dogovorile su izgradnju željezničke pruge od Ugande do Jube u bliskoj budućnosti.

## Stanovništvo
Vlada iz Kartuma provela je službeni popis stanovništva u travnju/svibnju 2008. (5. popis stanovnika Sudana), ali je rezultat tog popisa Privremena vlada južnog Sudana odbacila, kao neobjektivan, pritom je vjerojatno mislila na procjenu napravljenu 2006. godine, temeljenu na analizama zračnih snimki. Tada je procijenjeno da bi Juba mogla imati oko 250 000 stanovnika. Grad se razvija zbog istraživanja nafte i kineskih ulaganja vezanih uz tu aktivnost.[nedostaje izvor]
Rast stanovništva Jube:
| godina           | stanovništvo |
| ---------------- | ------------ |
| 1973. (popis)    | 56 737       |
| 1983. (popis)    | 83 787       |
| 1993. (popis)    | 114 980      |
| 2005. (procjena) | 163 442      |
| 2008. (procjena) | 250 000      |
| 2011. (procjena) | 372 410      |
| 2014. (procjena) | 492 270      |

## Vanjske poveznice
- J. Fisher: Southern Sudan's Front-line Town, BBC News, 20. travanj 2005. (engl.)
- K. Holt: In pictures: Juba's Street Struggle, BBC News, 4. siječnja 2007. (engl.)